# 大道村 (山口県)
大道村（だいどうそん）は、山口県吉敷郡にあった村。現在の防府市の南西端にあたる。

## 地理
- 海洋：大海湾
- 山岳：大海山、楞厳寺山
- 河川：佐波川、横曽根川

## 歴史
- 1889年（明治22年）4月1日 - 町村制の施行により、台道村・切畑村の区域をもって発足。
- 1955年（昭和30年）4月10日 - 防府市に編入。同日大道村廃止。

## 交通

### 鉄道路線
- 日本国有鉄道
  - 山陽本線
    - 大道駅

現在は旧村域を山陽新幹線が通過するが、当時は未開業。

### 道路
- 国道2号

現在は旧村域を山陽自動車道が通過するが、当時は未開通。